# 神菜美まい
神菜美 まい（かなみ まい、1997年5月15日 - ）は、日本のAV女優。ティーパワーズ所属。

## 略歴
2021年8月、アイデアポケットの専属女優としてAVデビュー。
光文社『FLASH』発表の2021年セクシー女優ランキング第48位。

## 人物
東京都出身。
趣味は散歩、映画鑑賞、御朱印集め。
中学生の時に身長が170cmを超えていたが、背が高いことと巨乳（Eカップ以上）になれなかったことがコンプレックスだった。
初体験は18歳の時で、相手は同じ職場の同い年の男性。経験人数は10人ほど。
エッチな世界に興味があってAVの裏方をやってみたいと思っていたが、自身のコンプレックスを受け入れられるようになってAV出演の話をもらい、やってみたい知りたい、そして男優としてみたくてAVデビューを決めた。
アトピー持ちの乾燥肌であり、顔周りのスキンケアには気を付けている。

## 作品

### アダルトDVD
2021年
- FIRST IMPRESSION 149 癒美 Healing Beauty 神菜美まい（8月13日、アイデアポケット）
- エロス超覚醒4本番 専属第2弾 癒しのテクニシャンお姉さん 全7コーナーチ○ポ悶絶SPECIAL 神菜美まい（9月14日、アイデアポケット）
- ラブラブカップル 寝ても覚めても癒しのディープキスと痴女テク ヤリまくりイチャラブ絶倫性活 神菜美まい（10月12日、アイデアポケット）
- 絶頂129回!大痙攣132回!潮吹き7100cc! エロス極限突破 トランス絶頂FUCK 神菜美まい（11月9日、アイデアポケット）[7]
- 死ぬほど気持ち悪い上司のデカチンに何度もイカされる屈辱レ×プ 変態上司にザーメンマーキングされた神菜美まい（12月14日、アイデアポケット）

2022年
- キレイなお姉さんと交わすヨダレだらだらツバだくだく濃厚な接吻とセックス 神菜美まい（1月11日、アイデアポケット）
- 出張先相部屋NTR 絶倫の上司に一晩中何度もイカされ続けた美人女子社員 一晩で8発もの精子をそそがれる絶倫寝取り性交映像! 神菜美まい（2月8日、アイデアポケット）
- 気絶する程気持ちイイ美脚美マンまいの射精し放題ご奉仕ソープ 私、日本で一番ソーププレイ上手い自信あります!! 神菜美まい（3月8日、アイデアポケット）
- セックスに飢え切った女の真実（リアル）禁欲後の熱情ノーカット性交 神菜美まい（4月12日、アイデアポケット）[8]
- 完膚無きまで痴女ってア・ゲ・ル 極痴女 官能痴女クィーンの悶絶射精フルコース 神菜美まい（5月10日、アイデアポケット）
- 美脚を絡ませて痴女射精を愉しむエステサロン 美脚 × ストッキング×痴女 丁寧淫語で極上エロ味付け! 神菜美まい（6月14日、アイデアポケット）
- 「気絶するくらいイカせて!」 ノンストップ!! 絶頂後にぶっちぎりの追撃弾丸ピストン【改】 シリーズ史上最強にハード!! 神菜美まい（7月12日、アイデアポケット）
- 死ぬほど大嫌いな上司と出張先の温泉旅館でまさかの相部屋に… 醜い絶倫おやじに何度も何度もイカされてしまった私。神菜美まい（8月9日、アイデアポケット）
- 終わらない負の連鎖 非道な追姦劇 ハイレグRQレイプ 神菜美まい（9月13日、アイデアポケット）
- 出張先が記録的豪雨で童貞部下と突然相部屋に… 雨で濡れた身体に興奮した部下に襲われ朝まで9発のびしょ濡れ絶倫性交 神菜美まい（10月11日、アイデアポケット）
- パーフェクト美脚でボクらのチ　ポを挑発してくるタイトスカート痴女教師 ナマ脚! パンスト脚! 上から目線の美脚責めフルコース! 神菜美まい（11月8日、アイデアポケット）
- 教え子の子供ち〇ぽ欲情が止められないショタコン女教師 未開発ち〇ぽに憑りつかれた美脚痴女 神菜美まい（12月13日、アイデアポケット）

2023年
- エッチなお姉さん召し上がれ 神菜美まい FIRST BEST 8時間 10作品 20本番（1月10日、アイデアポケット）※単体ベスト

### アダルトVR
2022年
- AV女優 神菜美まいをボクだけ独占! 神スタイルいやらしお姉さんの凄テクと腰使いに射精連発!（3月29日、アイデアポケット）
- 天使の微笑み… 悪魔の腰使い… 極痴女QUEEN神菜美まいのチ○ポが鳴いて悦ぶ神テク超体感VRSPECIAL!（5月27日、アイデアポケット）
- 【1眼レフ4K超高画質撮影】 時間無制限射精! チ〇ポ限界射精するまでヌキ尽くす美脚ソープまい嬢の極マットプレイ超体感VR（7月29日、アイデアポケット）
- 【HQ超高画質】2人で朝を迎えるまで…。 美脚痴女の腰振りがとまらない超・絶倫性交VR 10頭身スレンダー美女に朝までザーメン搾取!! 神菜美まい（9月5日、アイデアポケット）
- 「私とキスしたいでしょ?」 トロけるディープキスSex VR 濃厚ベロキスに勃起必須!! 神菜美まい（10月21日、アイデアポケット）

2023年
- 「私とヤリたいでしょ?」 パンスト美脚の痴女お姉さんに弄ばれる究極フェチズムVR 神菜美まい（1月6日、アイデアポケット）

### イメージDVD
- Mai レンズ越しの誘惑（2022年2月3日、REbecca）

### デジタル写真集
2021年
- We are IdeaPocket! Special Photo Book（11月11日、FANZA BEAUTY COLLECTION）

2022年
- 週刊ポストデジタル写真集 GRAPHIS傑作選 今いちばん美しいヌード 3（3月7日、小学館）
- ＃Escape 神菜美まい（7月1日、ジーオーティー、撮影：manimanium）

## 出演

### テレビ
- 魚拓と成瀬のツキとスッポンぽん #392,#393（2022年3月6日,13日、パチ・スロ サイトセブンTV）

## 掲載

### 雑誌
- 月刊FANZA 2021年11月号（ジーオーティー） - インタビュー「HATSUMONO!」
- 週刊実話 2022年2月24日号（日本ジャーナル出版） - 袋とじ「魅惑のボディーライン」
- 週刊ポスト 2022年3月11日号（小学館） - グラビア「GRAPHIS 極上の脱ぎっぷり」